# شووکرا
شووکرا (به لاتین: Shovkra) یک منطقهٔ مسکونی در روسیه است که در شهرستان لاکسکی واقع شده‌است.